# Нелидово (станция)
Нелидово — железнодорожная станция Октябрьской железной дороги на линии Москва — Рига.
Станция расположена на однопутном участке Земцы — Ржев-Балтийский. Автономная тяга. От станции имеются подъездные пути к предприятиям и шахтам. На станции имеется пассажирское здание (вокзал).
На станции останавливаются поезда дальнего следования до Великих Лук, Пскова, Москвы и Санкт-Петербурга. 

## История
11 сентября 1901 года на Московско-Виндавской линии открылась железнодорожная станция четвёртого класса Нелидово, основным назначением которой было обслуживать уездный город Белый, расположенный в 50 км южнее. Своим названием станция обязана старинному дворянскому роду Нелидовых. Сергей Владимирович Нелидов, местный помещик, земский начальник 6-го участка Бельского уезда Смоленской губернии, безвозмездно передал часть своих земель между реками Лютинка и Межа под строительство железной дороги.
Сохранилась фотография деревянного вокзала станции. Сохранившее здание вокзала относится к 1951 году.

## Дальнее сообщение
| № поезда | Маршрут движения      | № поезда | Маршрут движения      |
| -------- | --------------------- | -------- | --------------------- |
| 61       | Москва — Великие Луки | 62       | Великие Луки — Москва |
| 63       | Москва — Псков        | 64       | Псков — Москва        |